# Bober (raper)
Bober, właściwie Patryk Bobrek (ur. 1996 w Bielsku-Białej) – polski raper, freestylowiec i autor tekstów. Dwukrotny mistrz WBW (Wielkiej Bitwy Warszawskiej) w 2016 i 2017 roku.
Pod koniec 2019 roku wystąpił w siódmej edycji „Młodych Wilków” – akcji Popkillera. Członek wytwórni muzycznej QueQuality.

## Kariera
Swoją karierę freestylową rozpoczął w 2015 roku, kwalifikując się do finałów WBW.
W 2016 roku ponownie wystartował i wygrał turniej mierząc się w finale z Kazem. Przyniosło mu to sporą rozpoznawalność w środowisku freestylowym. W następnym roku ponownie został mistrzem WBW zwyciężając w finale z Milem.
W 2018 był prowadzącym i jurorem, w 2019 zaś jurorem w finałach Wielkiej Bitwy Warszawskiej.
Brał udział w wielu bitwach freestylowych min. Bitwa o Południe, WBS, PHHF, Rap Royale, Bitwa o Poroże, w których często dochodził do finału.
16 maja 2019 roku wydał swój debiutancki album „Narcyz”.
Pod koniec 2019 roku dołączył do siódmej edycji „Młodych Wilków” pod szyldem Popkillera. Akcja ta ma służyć pokazaniu się artystom szerszej publice. Razem z nimi w tegorocznej edycji byli tacy artyści jak Qry, Oki czy Zetha.
Wcześniej w „Młodych Wilkach” brali udział m.in. Białas, Bedoes, White 2115, Smolasty, Zeamsone.
3 września 2020 wydał singiel pt. „Płyta Dekady 2” z Filipkiem.
25 września 2020 wydał swój drugi album studyjny pt. „Poradnik Sukcesu” pod wydawnictwem QueQuality.
17 grudnia 2021 opublikował swój trzeci album studyjny pt. „Przemyślany album”.
17 września 2022 roku po raz kolejny wydał singiel pt. ,,Płyta Dekady 3" we współpracy z Filipkiem.
25 listopada 2022 roku wydał album pod szyldem QueQuality, we współpracy z raperami ze wspólnej wytwórni, takimi jak:  Gibbs, Miszel, Kabe, Filipek, Przyłu, Szymi Szyms, Osaka, Opała i Cooks. Album osiągnął status platynowej płyty.

## Dyskografia

### Albumy studyjne
| Rok  | Album | Najwyższa pozycja na listach sprzedaży OLIS |
| ---- | --- | ------------------------------------------- |
| 2019 | Narcyz - Data: 16 maja 2019 - Wydawca: 34UDGS - Format: CD, digital download                               |                                             |
| 2020 | Poradnik sukcesu - Data: 25 września 2020 - Wydawca: Que Quality/ Step Hurt - Format: CD, digital download | 3                                           |
| 2021 | Przemyślany album - Data: 17 grudnia 2021 - Wydawca: Que Quality/ Step Hurt - Format: CD, digital download | 14                                          |

### Minialbumy
| Rok  | Album |
| ---- | --- |
| 2021 | Nieprzemyślane EP - Data: 17 grudnia 2021 - Wydawca: Que Quality/Step Hurt - Format: CD, digital download |

## Nagrody i wyróżnienia
| Rok  | Nagroda/Konkurs                 | Tytułem             | Kategoria               | Rezultat  |
| ---- | ------------------------------- | ------------------- | ----------------------- | --------- |
| 2015 | Wielka Bitwa Warszawska         | Bober               | Freestyler roku         | Finał     |
| 2016 | Wielka Bitwa Warszawska         | Bober               | Freestyler roku         | Wygrana   |
| 2017 | Wielka Bitwa Warszawska         | Bober               | Freestyler roku         | Wygrana   |
| 2017 | Bitwa o Południe                | Bober               | Freestyler roku         | Wygrana   |
| 2018 | RedBull KontroWersy 2018 Kraków | Bober               | Freestyler roku         | Wygrana   |
| 2019 | Bitwa o Południe 3              | Bober               | Freestyler roku         | Wygrana   |
| 2022 | Popkillery 2022                 | „O co w tym chodzi” | Zaangażowany utwór roku | Nominacja |